# 卡耶坦·布罗涅夫斯基
卡耶坦·布罗涅夫斯基（波蘭語：Kajetan Broniewski，1963年3月6日—），波兰男子赛艇运动员。他曾代表波兰参加1988年、1992年和1996年夏季奥林匹克运动会赛艇比赛，其中1992年奥运会获得一枚铜牌。